# Pontecesures
Pontecesures là một đô thị trong tỉnh Pontevedra, Galicia, Tây Ban Nha.

Pontecesures